# Linia kolejowa Żytomierz – Berdyczów
Linia kolejowa Żytomierz – Berdyczów – linia kolejowa na Ukrainie łącząca stację Żytomierz ze stacją Berdyczów.
Zarządzana jest przez dyrekcje korosteńską (odcinek Żytomierz – Reja) oraz koziatynską (odcinek Berdyczów Żytomierski – Berdyczów) Kolei Południowo-Zachodniej (oddział ukraińskich kolei państwowych).
Znajduje się w obwodzie żytomierskim. Na całej długości jest niezelektryfikowana i jednotorowa.

## Historia
Linia powstała w czasach carskich. Wybudowana została jako ślepa linia wąskotorowa. Początkowo leżała w Imperium Rosyjskim, następnie w Związku Sowieckim. Od 1991 znajduje się na Ukrainie.